# Teutsche Academie
De Teutsche Academie der Edlen Bau- Bild- und Mahlerey-Künste (Duitse Academie van de edele kunsten van architectuur, beeldhouwkunst en schilderkunst) of Teutsche Academie, is een boek met kunstenaarsbiografieën van Joachim von Sandrart, uitgegeven in de late 17e eeuw.
De eerste versie werd gepubliceerd in 1675 en bevatte een compilatie van kunstenaarsbiografieën die later vergezeld gingen van illustraties door Richard Collin voor een Latijnse editie uit 1683 door Christianus Rhodius.
Von Sandrart had veel door Europa gereisd, en de meeste biografieën zijn door hem in het Duits vertaald uit eerder werk van Karel van Mander en Cornelis de Bie. Hij schreef daarnaast originele biografieën van in Duitsland geboren kunstenaars en voegde deze aan zijn lijst toe.
De portretten van eerder geboren kunstenaars zijn grotendeels gebaseerd op 17e-eeuwse prenten van Hieronymus Cock en Jan Meyssens, waarvan er vele ook waren gebruikt in De Bie's Het Gulden Cabinet. De lijst met portretten hieronder is in de volgorde van de Teutsche Academie.
| afbeelding | naam                              | uitgave                           | bladzijde |
| ---------- | --------------------------------- | --------------------------------- | --------- |
|            | Cimabue                           | Teutsche Academie, 1675           | 57        |
|            | Agnolo Gaddi                      | Teutsche Academie, 1675           | 64        |
|            | Gaddo Gaddi                       | Teutsche Academie, 1675           | 64        |
|            | Giotto                            | Teutsche Academie, 1675           | 60        |
|            | Simone Martini                    | Teutsche Academie, 1675           | 64        |
|            | Stefano di Giovanni               | Teutsche Academie, 1675           | 62        |
|            | Taddeo Gaddi                      | Teutsche Academie, 1675           | 64        |
|            | Fra Angelico                      | Teutsche Academie, 1675           | 68        |
|            | Lippo Fiorentino                  | Teutsche Academie, 1675           | 67        |
|            | Petrarch                          | Teutsche Academie, 1675           | 52        |
|            | Laura                             | Teutsche Academie, 1675           | 52        |
|            | Paracelsus                        | Teutsche Academie, 1675           | 52        |
|            | Leon Battista Alberti             | Teutsche Academie, 1675           | 68        |
|            | Jacopo Bellini                    | Teutsche Academie, 1675           | 88        |
|            | Donato Bramante                   | Teutsche Academie, 1675           | 89        |
|            | Leonardo da Vinci                 | Teutsche Academie, 1675           | 82        |
|            | Giorgione                         | Teutsche Academie, 1675           | 90        |
|            | Andrea Mantegna                   | Teutsche Academie, 1675           | 77        |
|            | Pietro Perugino                   | Teutsche Academie, 1675           | 81        |
|            | Piero di Cosimo                   | Teutsche Academie, 1675           | 107       |
|            | Mino da Fiesole                   | Teutsche Academie, 1675           | 68        |
|            | Properzia de' Rossi               | Teutsche Academie, 1675           | 203       |
|            | Giuliano da Sangallo              | Teutsche Academie, 1675           | 86        |
|            | Domenico Puligo                   | Teutsche Academie, 1675           | 86        |
|            | Andrea da Fiesole                 | Teutsche Academie, 1675           | 86        |
|            | Antonio da Correggio              | Teutsche Academie, 1675           | 91        |
|            | Rosso Fiorentino                  | Teutsche Academie, 1675           | 106       |
|            | Gianfrancesco Penni               | Teutsche Academie, 1675           | 99        |
|            | Polidoro da Caravaggio            | Teutsche Academie, 1675           | 104       |
|            | Raphael                           | Teutsche Academie, 1675           | 92        |
|            | Andrea del Sarto                  | Teutsche Academie, 1675           | 102       |
|            | Parmigianino                      | Teutsche Academie, 1675           | 109       |
|            | Pontormo                          | Teutsche Academie, 1675           | 124       |
|            | Giulio Romano                     | Teutsche Academie, 1675           | 113       |
|            | Giovanni Francesco Rustici        | Teutsche Academie, 1675           | 128       |
|            | Perino del Vaga                   | Teutsche Academie, 1675           | 118       |
|            | Giovanni da Udine                 | Teutsche Academie, 1675           | 122       |
|            | Baccio Bandinelli                 | Teutsche Academie, 1675           | 131       |
|            | Michelangelo                      | Teutsche Academie, 1675           | 146       |
|            | Francesco Primaticcio             | Teutsche Academie, 1675           | 157       |
|            | Francesco de' Rossi (Il Salviati) | Teutsche Academie, 1675           | 137       |
|            | Taddeo Zuccari                    | Teutsche Academie, 1675           | 181       |
|            | Marcantonio Raimondi              | Teutsche Academie, 1675           | 204       |
|            | Benedetto Caliari                 | Teutsche Academie, 1675           | 171       |
|            | Marietta Robusti                  | Teutsche Academie, 1675           | 170       |
|            | Tintoretto                        | Teutsche Academie, 1675           | 167       |
|            | Titian                            | Teutsche Academie, 1675           | 158       |
|            | Jacopo Bassano                    | Teutsche Academie, 1675           | 176       |
|            | Annibale Carracci                 | Teutsche Academie, 1675           | 186       |
|            | Giovanni Lanfranco                | Teutsche Academie, 1675           | 198       |
|            | Giorgio Vasari                    | Teutsche Academie, 1675           | 177       |
|            | Giuseppe Cesari                   | Teutsche Academie, 1675           | 184       |
|            | Vincentius Justinianus            | Teutsche Academie, 1675           | 196       |
|            | Guercino                          | Teutsche Academie, 1675           | 198       |
|            | Gian Lorenzo Bernini              | Teutsche Academie, 1675           | 199       |
|            | Pietro da Cortona                 | Teutsche Academie, 1675           | 200       |
|            | Pietro Testa                      | Teutsche Academie, 1675           | 210       |
|            | Higiemon                          | Teutsche Academie, 1675           | 200       |
|            | Hubert van Eyck                   | Teutsche Academie, 1675           | 213       |
|            | Jan van Eyck                      | Teutsche Academie, 1675           | 213       |
|            | Martin Schongauer                 | Teutsche Academie, 1675           | 216       |
|            | Michael Wolgemut                  | Teutsche Academie, 1675           | 218       |
|            | David von Krafft                  | Teutsche Academie, 1675           | 220       |
|            | Peter Vischer                     | Teutsche Academie, 1675           | 230       |
|            | Albrecht Altdorfer                | Teutsche Academie, 1675           | 231       |
|            | Hans Burgkmair                    | Teutsche Academie, 1675           | 232       |
|            | Lucas Cranach the Elder           | Teutsche Academie, 1675           | 231       |
|            | Albrecht Dürer                    | Teutsche Academie, 1675           | 216       |
|            | Hans von Kulmbach                 | Teutsche Academie, 1675           | 232       |
|            | Christoph Amberger                | Teutsche Academie, 1675           | 235       |
|            | Hans Sebald Beham                 | Teutsche Academie, 1675           | 233       |
|            | Barthel Beham                     | Teutsche Academie, 1675           | 233       |
|            | Jacob Binck                       | Teutsche Academie, 1675           | 234       |
|            | Matthias Grünewald                | Teutsche Academie, 1675           | 237       |
|            | Georg Pencz                       | Teutsche Academie, 1675           | 233       |
|            | Hans Holbein the Elder            | Teutsche Academie, 1675           | 249       |
|            | Sigismund Holbein                 | Teutsche Academie, 1675           | 249       |
|            | Hans Holbein the Younger          | Teutsche Academie, 1675           | 249       |
|            | Niklaus Manuel                    | Teutsche Academie, 1675           | 253       |
|            | Hans Konrad Gyger                 | Teutsche Academie, 1675           | 254       |
|            | Conrad Meyer                      | Teutsche Academie, 1675           | 255       |
|            | Dietrich Meyer                    | Teutsche Academie, 1675           | 255       |
|            | Jos Murer                         | Teutsche Academie, 1675           | 253       |
|            | Tobias Stimmer                    | Teutsche Academie, 1675           | 254       |
|            | Hans Bocksberger                  | Teutsche Academie, 1675           | 260       |
|            | Frans Floris                      | Teutsche Academie, 1675           | 262       |
|            | Maarten van Heemskerck            | Teutsche Academie, 1675           | 274       |
|            | Willem Key                        | Teutsche Academie, 1675           | 264       |
|            | Christoph Schwarz                 | Teutsche Academie, 1675           | 263       |
|            | Pieter Bruegel the Elder          | Teutsche Academie, 1675           | 259       |
|            | Hans von Aachen                   | Teutsche Academie, 1675           | 286       |
|            | Joseph Heintz the Elder           | Teutsche Academie, 1675           | 286       |
|            | Bartholomeus Spranger             | Teutsche Academie, 1675           | 279       |
|            | Joos van Winghe                   | Teutsche Academie, 1675           | 280       |
|            | Giambologna                       | Teutsche Academie, 1675           | 278       |
|            | Abraham Bloemaert                 | Teutsche Academie, 1675           | 362       |
|            | Adam Elsheimer                    | Teutsche Academie, 1675           | 294       |
|            | Adam van Noort                    | Teutsche Academie, 1675           | 288       |
|            | Guido Reni                        | Teutsche Academie, 1675           | 193       |
|            | Peter Paul Rubens                 | Teutsche Academie, 1675           | 290       |
|            | Otto van Veen                     | Teutsche Academie, 1675           | 288       |
|            | Orazio Gentileschi                | Teutsche Academie, 1675           | 298       |
|            | Artemisia Gentileschi             | Teutsche Academie, 1675           | 204       |
|            | Joris Hoefnagel                   | Teutsche Academie, 1675           | 299       |
|            | Roelant Savery                    | Teutsche Academie, 1675           | 305       |
|            | Hendrik van Steenwijk II          | Teutsche Academie, 1675           | 299       |
|            | Simon Vouet                       | Teutsche Academie, 1675           | 367       |
|            | Adriaen Brouwer                   | Teutsche Academie, 1675           | 305       |
|            | Anthony van Dyck                  | Teutsche Academie, 1675           | 304       |
|            | Michiel Jansz. van Mierevelt      | Teutsche Academie, 1675           | 302       |
|            | Cornelius van Poelenburgh         | Teutsche Academie, 1675           | 305       |
|            | Wendel Dietterlin                 | Teutsche Academie, 1675           | 310       |
|            | Johann Ulrich Mayr                | Teutsche Academie, 1675           | 329       |
|            | Susanna Mayr                      | Teutsche Academie, 1675           | 328       |
|            | François Duquesnoy                | Teutsche Academie, 1675           | 348       |
|            | Pieter van Laer                   | Teutsche Academie, 1675           | 311       |
|            | Jan Dirksz Both                   | Teutsche Academie, 1675           | 312       |
|            | Claude Lorrain                    | Teutsche Academie, 1675           | 331       |
|            | Nicolas Poussin                   | Teutsche Academie, 1675           | 367       |
|            | Daniel Seghers                    | Teutsche Academie, 1675           | 313       |
|            | Karel Škréta                      | Teutsche Academie, 1675           | 327       |
|            | Michel Leblond                    | Teutsche Academie, 1675           | 358       |
|            | Georg Petel                       | Teutsche Academie, 1675           | 342       |
|            | Rembrandt                         | Teutsche Academie, 1675           | 326       |
|            | Aegidius Sadeler                  | Teutsche Academie, 1675           | 355       |
|            | Stefano della Bella               | Teutsche Academie, 1675           | 210       |
|            | Pieter de Jode II                 | Teutsche Academie, 1675           | 363       |
|            | Lucas Kilian                      | Teutsche Academie, 1675           | 364       |
|            | Paulus Pontius                    | Teutsche Academie, 1675           | 360       |
|            | Artus Quellinus                   | Teutsche Academie, 1675           | 351       |
|            | Lucas Vorsterman                  | Teutsche Academie, 1675           | 358       |
|            | Wenzel Jamnitzer                  | Teutsche Academie, 1675           | 375       |
|            | David Klöcker                     | Teutsche Academie, 1675           | 334       |
|            | Matthaeus Merian the Younger      | Teutsche Academie, 1675           | 324       |
|            | Johann Heinrich Schönfeld         | Teutsche Academie, 1675           | 327       |
|            | Anna Maria van Schurman           | Teutsche Academie, 1675           | 375       |
|            | Thomas Blanchet                   | Teutsche Academie, Vol. III, 1675 | 70        |
|            | Johann Jakob Thurneysen           | Teutsche Academie, Vol. III, 1675 | 351       |
|            | Richard Collin                    | Teutsche Academie, 1675           | 363       |
|            | Benjamin von Block                | Teutsche Academie, Vol. III, 1675 | 74        |
|            | Johann Rudolf Werdmüller          | Teutsche Academie, Vol. III, 1675 | 75        |
|            | Melchior Barthel                  | Teutsche Academie, 1675           | 374       |

16e eeuw: · Le Vite de' più eccellenti pittori, scultori, e architettori (Giorgio Vasari, Florence 1550 -1568)

17e eeuw: · Het Schilder-boeck (Karel van Mander, Haarlem 1604)
 · Het Gulden Cabinet van de Edel Vry Schilderconst (Cornelis de Bie, Antwerpen 1662)
 · Entretiens sur les vies et sur les ouvrages des plus excellents peintres anciens et modernes (André Félibien, Parijs, 1666-1688)
 · Teutsche Academie der Edlen Bau- Bild- und Mahlerey-Künste (Joachim von Sandrart, Neurenberg 1675)
 · Le Vite de' Pittori Scultori e Architetti Moderni (Giovanni Pietro Bellori, Rome 1672)
 · Notizie de' Professori del Disegno, Da Cimabue in qua, Secolo V. dal 1610. al 1670. Distinto in Decennali (Filippo Baldinucci, Florence 1681-1728)
 · Painting Illustrated in Three Diallogues (William Aglionby, Londen 1685)

18e eeuw: · De groote schouburgh der Nederlantsche konstschilders en schilderessen (Arnold Houbraken, Den Haag 1700)
 · De nieuwe Schouburg der Nederlantsche Kunstschilders en Schilderessen (Jan van Gool, Den Haag 1718-1721)
 · El Parnaso español pintoresco laureado (Antonio Palomino, Madrid, 1724)
 · La Vie des Peintres Flamands, Allemands et Hollandois (Jean-Baptiste Descamps, Parijs 1753-1764)
 · De levens-beschryvingen der Nederlandsche konst-schilders en konst-schilderessen (Jacob Campo Weyerman, Den Haag 1769)